# Trioceros
Genre
Le Trioceros est un genre de sauriens de la famille des Chamaeleonidae.

## Caractéristiques
Le Trioceros Jacksonii ou caméléon de Jackson, est un caméléon montagnard et arboricole, qui doit son nom à ses trois cornes qu'il porte sur le front. Il vit principalement dans les forêts en altitude, où les conditions de vie sont propices à son développement, c'est-à-dire un environnement frais et humide. On peut le rencontrer dans les montagnes, entre 1500 et 2500 m. Ce caméléon peut se déplacer au sol, mais seulement pour donner naissance, ou pour changer d'arbre. Il se nourrit d’insectes, comme les criquets, qu’il capture avec sa langue, et il est capable de changer de couleurs en fonction de l'environnement qui l'entoure.
Les mâles mesurent entre 30 et 40 cm, en comprenant la queue, alors que les femelles sont généralement plus petites. La durée de longévité moyenne de cet animal est d'environ 5 ans.
Les 40 espèces de ce genre se rencontrent en Afrique de l'Est, en Afrique centrale et en Afrique de l'Ouest.

## Liste des espèces
Selon The Reptile Database (2 avril 2022) :
- Trioceros affinis (Rüppel, 1845)
- Trioceros balebicornutus (Tilbury, 1998)
- Trioceros bitaeniatus (Fischer, 1884)
- Trioceros camerunensis (Müller, 1909)
- Trioceros chapini (De Witte, 1964)
- Trioceros conirostratus (Tilbury, 1998)
- Trioceros cristatus (Stutchbury, 1837)
- Trioceros deremensis (Matschie, 1892)
- Trioceros ellioti (Günther, 1895)
- Trioceros feae (Boulenger, 1906)
- Trioceros fuelleborni (Tornier, 1900)
- Trioceros goetzei (Tornier, 1899)
- Trioceros hanangensis Krause & Böhme, 2010
- Trioceros harennae (Largen, 1995)
- Trioceros hoehnelii (Steindachner, 1891)
- Trioceros incornutus (Loveridge, 1932)
- Trioceros ituriensis (Schmidt, 1919)
- Trioceros jacksonii (Boulenger, 1896)
- Trioceros johnstoni (Boulenger, 1901)
- Trioceros kinangopensis Stipala, Lutzmann, Malonza, Wilkinson, Godley, Nyamache & Evans, 2012
- Trioceros kinetensis (Schmidt, 1943)
- Trioceros laterispinis (Loveridge, 1932)
- Trioceros marsabitensis (Tilbury, 1991)
- Trioceros melleri (Gray, 1865)
- Trioceros montium (Buchholz, 1874)
- Trioceros narraioca (Necas, Modry & Slapeta, 2003)
- Trioceros ntunte (Necas, Modry & Slapeta, 2005)
- Trioceros nyirit Stipala, Lutzmánn, Malonza, Borghesio, Wilkinson, Godley & Evans, 2011
- Trioceros oweni (Gray, 1831)
- Trioceros perreti (Klaver & Böhme, 1992)
- Trioceros pfefferi (Tornier, 1900)
- Trioceros quadricornis (Tornier, 1899)
- Trioceros rudis (Boulenger, 1906)
- Trioceros schoutedeni (Laurent, 1952)
- Trioceros schubotzi (Sternfeld, 1912)
- Trioceros serratus (Mertens, 1922)
- Trioceros sternfeldi (Rand, 1963)
- Trioceros tempeli (Tornier, 1899)
- Trioceros werneri (Tornier, 1899)
- Trioceros wiedersheimi (Nieden, 1910)
- Trioceros wolfgangboehmei (Koppetsch, 2021)

## Taxinomie
Ce genre était considéré comme un sous-genre du genre Chamaeleo, il a été élevé au rang de genre par Tilbury & Tolley en 2009.

## Publication originale
- Swainson, 1839 : The natural history of fishes, amphibians, & reptiles, or monocardian animals.  Longman, Orme, Brown, Green and Longmans, London, vol. 2 (texte intégral).